# Troglodyte des rochers
Salpinctes obsolètes
Pour le genre de plantes de plantes de la famille des Apocynaceae, voir Salpinctes (Apocynaceae).
Genre
Espèce
Statut de conservation UICN

 LC  : Préoccupation mineure
Le Troglodyte des rochers (Salpinctes obsoletus) est une espèce d'oiseaux placée dans la famille des Troglodytidae, appartenant au genre monotypique Salpinctes. Ce troglodyte vit en Amérique centrale (Costa Rica, El Salvador, Guatemala, Honduras et Nicaragua) et en Amérique du Nord (Canada, États-Unis et Mexique).

## Description morphologique

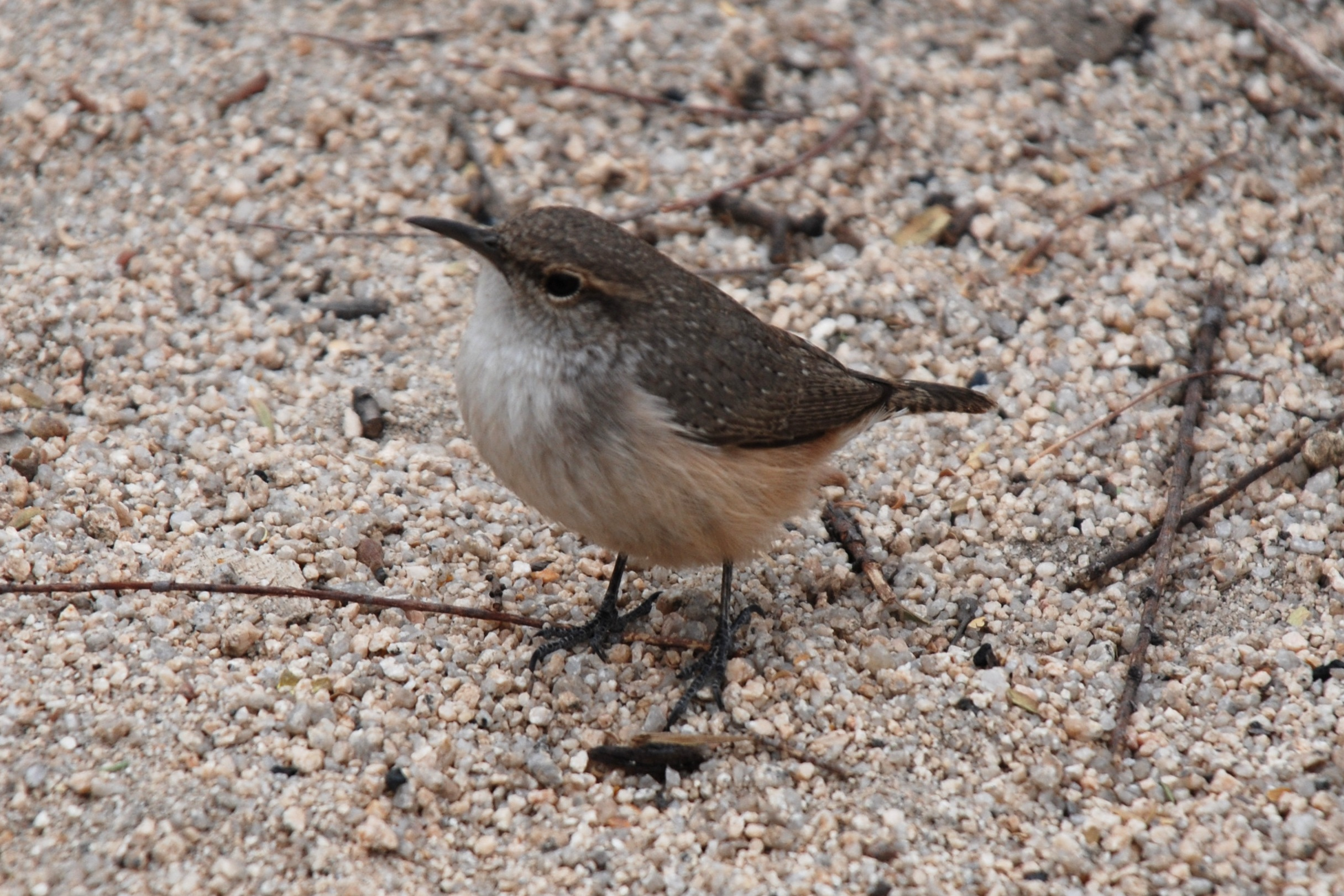
Troglodyte des rochers.

Cet oiseau de 13 à 15 cm de longueur a un plumage gris faiblement moucheté sur le dessus du corps, avec le croupion roux. Le dessous est clair, presque blanc sur la poitrine, et devenant plus roussâtre sur la partie postérieure. L'œil est barré d'une ligne sombre. Les pattes sont gris foncé et marquées de noir ; le bec et les yeux sont noirs. Le bec, long et fin, est courbe.

## Comportement

### Reproduction
Assez souvent, cet oiseau construit une sorte de chemin conduisant à son nid, en alignant de petits cailloux.

## Répartition et habitat
Le Troglodyte des rochers vit sur des falaises, rochers, talus escarpés. Son aire de répartition s'étend de l'ouest du Canada à l'Amérique centrale en passant par la moitié ouest des États-Unis. Les populations vivant au niveau de la Californie ou plus au sud sont résidentes à l'année.

Carte de répartition
Aire de nidification
Voie migratoire
Présent à l'année
Aire d'hivernage

## Systématique
Cette espèce fut pour la première fois décrite par Thomas Say en 1823.

## Sous-espèces
- S. o. obsoletus (Say, 1822)	— du sud-ouest du Canada au centre du Mexique ;
- S. o. tenuirostris van Rossem, 1943 — Islas San Benito (Mexique) ;
- S. o. guadeloupensis Ridgway, 1876 — île Guadalupe (Mexique) ;
- † S. o. exsul Ridgway, 1903 — île San Benedicto (Mexique) ;
- S. o. neglectus Nelson, 1897 — du sud du Mexique au centre au Honduras ;
- S. o. guttatus Salvin & Godman, 1891 — El Salvador ;
- S. o. fasciatus Salvin & Godman, 1891 — nord-ouest du Nicaragua ;
- S. o. costaricensis van Rossem, 1941 — nord-ouest du Costa Rica.

S. o. exsul a disparu après l'éruption du volcan de l'île le 1er août 1952 ; c'est la seule sous-espèce d'oiseaux répertoriée conduite à l'extinction par une catastrophe naturelle et non par l'homme depuis 1500.